# Francolin de Jackson
Pternistis jacksoni
Espèce
Statut de conservation UICN

 LC  : Préoccupation mineure
Le Francolin de Jackson (Pternistis jacksoni) est une espèce d'oiseaux de la famille des Phasianidae.

## Distribution
Hauts plateaux du Kenya, du mont Kenya et des montagnes Aberdares au plateau Mau et aux collines Cherangani ainsi que deux observations isolées sur le mont Elgon (extrême est de l’Ouganda).

## Sous-espèces
Aucune n’est actuellement reconnue, mais quatre formes ont été décrites : la forme nominative des monts Aberdares au plateau Kinangopo, F. j. gurae Bowen 1931 de l’escarpement Mau aux versants inférieurs des montagnes Aberdares, F. j. patriciae Ripley & Bond 1971 à Cheranganis et enfin F. j. pollenorum Meinertzhagen 1937 sur le mont Kenya. Seule la dernière pourrait être considérée comme valide en raison de la bordure blanchâtre plus étroite des plumes des parties inférieures, lui donnant une coloration générale beaucoup plus foncée (Madge & McGowan 2002).

## Habitat
Son habitat est constitué par des fourrés de genévriers (Juniperus) et de bambous (Arundinaria alpina), des associations végétales de type lande où dominent Hagenia, Hypericum et Podocarpus, et des formations buissonneuses de Stoebe et Erica  entre 2200 et 3700 m (Urban et al. 1986). Le francolin de Jackson fréquente tous les types de forêts pourvu que la strate herbacée ou arbustive soit dense ; il évite les formations dont la canopée est trop haute.

## Alimentation
Elle consiste en bulbes, racines et pousses d’herbe, baies, insectes et petits escargots, et il a aussi été observé collectant des graines de bambou sur des formations dépérissantes (Urban et al. 1986).

## Mœurs
Il évolue généralement dans le sous-bois dense en couples ou en petits groupes, mais il visite aussi les bords de route, les sentiers et les clairières herbeuses de forêt en quête de nourriture. Par temps sec, il va se nourrir dès l’aube, mais si l'air ambiant est humide, le nourrissage ne commence qu’en milieu de journée. Il semble éviter le contact avec la végétation mouillée et apprécier particulièrement les bains de sable. Il n’est pas particulièrement farouche et peut même se montrer familier dans certains parcs nationaux, inspectant les abords des bâtiments et les tables de pique-nique sur les monts Kenya et Aberdares. En cas de dérangement, il court se mettre à l’abri dans le couvert, mais si un prédateur le lève, il s’envole dans les arbres ou les grands buissons (Urban et al. 1986, Madge & McGowan 2002).

## Voix
Ce francolin est particulièrement bruyant le matin et le soir, lorsqu’il émet ses vocalises en quittant et en réintégrant ses sites de perchage (arbres, grands buissons, bruyères arborescentes). Le cri d’alarme est une série de caquetages aigus et très sonores ressemblant à ceux des francolins écailleux et de Hildebrandt. Il émet aussi une note rêche grrr rappelant le son produit par l’affûtage d’une faux. Enfin, il produit un gloussement bas comme cri de contact lors du nourrissage (Urban et al. 1986).

## Nidification
L’espèce est considérée comme monogame avec des couples stables occupant leur territoire peut-être tout au long de l’année. Sur les monts Aberdares et Kenya, la nidification a lieu en décembre et janvier avec un seul cas répertorié en août, la période la plus sèche de l’année ; sur les hauts plateaux de Mau, de décembre à février avec quelques cas observés en août et en octobre et, sur les plus hautes montagnes, probablement pendant la saison sèche seulement. La description du nid et des œufs est peu documentée, mais on sait que la  ponte compte au moins trois œufs et qu’une couvée de sept jeunes a été observée. Les jeunes restent avec leurs parents pendant environ huit mois ou jusqu’à la saison de nidification suivante (Urban et al. 1986).

## Statut
Ce francolin est localement franchement commun, surtout sur les monts Aderbares et Kenya. Il est piégé par la population locale dans certains secteurs et a souffert, dans les années 1980, d’une certaine destruction de son habitat. En fait, il reste abondant surtout dans les sites protégés (Mt Elgon Forest Reserve, Mt Kenya National Park, Aberdares National Park) (Urban et al. 1986).